# Vuči Del
Vuči Del (szerbül Вучи Дел, bolgárul Вучи дел) egy falu Szerbiában, a Piroti körzetben, a Babušnicai községben.

## Népesség
- 1948-ban 354 lakosa volt.
- 1953-ban 364 lakosa volt.
- 1961-ben 392 lakosa volt.
- 1971-ben 391 lakosa volt.
- 1981-ben 408 lakosa volt.
- 1991-ben 278 lakosa volt
- 2002-ben 171 lakosa volt, akik közül 85 bolgár (49,7%), 53 szerb (30,99%) 13 jugoszláv, 1 ismeretlen.